# Assalonne, Cusai e Achitofel in consiglio
La tarsia Assalonne, Cusai e Achitofel in consiglio o  El consiglio de Absalon Cussi et Achitophel fa parte delle tarsie del coro della basilica di Santa Maria Maggiore i cui disegni preparatori furono eseguiti da Lorenzo Lotto e intarsiati da Giovan Francesco Capoferri. È collocata sul presbiterio nel banco dei laici, undicesima spalliera. Uno studio delle tarsie e dei disegni preparatori fu realizzato dalla studiosa Francesca Cortesi Bosco e pubblicato nel 1987.

## Storia
La congregazione della Misericordia Maggiore, che amministrava la basilica mariana, e che aveva deciso di completare il presbiterio con un nuovo altare e con il nuovo coro, il 12 marzo 1524 affidò a Lorenzo Lotto la realizzazione dei disegni per le tarsie Per la loro realizzazione Lotto fu aiutato dal frate teologo francescano Gerolamo Terzi. 

## Descrizione

### Tarsia
L'invenzione o storia descrive l'evento raccontato nel Libri di Samuele (Samuele 17, 1-23) è la seconda delle quattro tarsie conseguenziali che raccontano la storia del re Davide. Quattro spettatori sono posti in primo piano appoggiati presso una balaustra, volendo Lotto raffigurare l'osservatore che cerca di entrare e comprendere il racconto abbattendo la barriera che si interpone tra chi osserva e chi è raffigurato. L'architettura proposta permette di poter vedere i diversi fatti della storia che sono raffigurati all'interno dei palazzi.
Assalonne, figlio del re Davide a cui ho strappato il trono, è raffigurato con la corazza e il bastone del comando, seduto sullo scranno reale protetto nella parte superiore da un drappo da dove scendono tre tavole dove sono scritti i nomi dei personaggi raffigurati. Segue il racconto di Cusai che cerca di difendersi dalle accuse. La scena successiva raffigura Assalonne che esce dal palazzo con al seguito i suoi soldati per andare a prendere il padre Davide, uccidere lui e il suo esercito, così da annientarlo come gli aveva consigliato Cusai. Il nuovo re è raffigurato in groppa a un mulo. La terza raffigurazione si presenta Achitofel che si suicida perché il suo consiglio non è stato ascoltato da Assalonne. Il palazzo che ospita l'evento è arricchito nel solarium di una ricca vegetazione a indicare che quello era il luogo dove il padre Davide ospitava le sue comcubile.

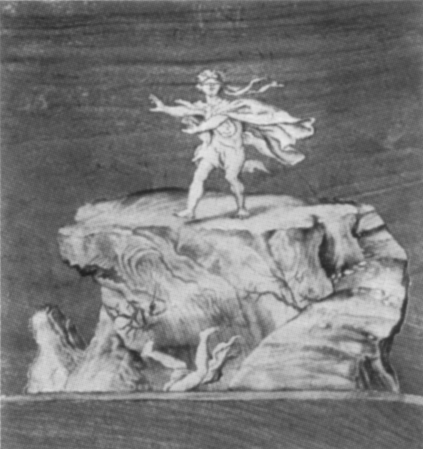
Due uomini che precipitano nell'abisso-Coperto

### Coperto
Il coperto o “picture a claro et obsuro” o impresa venne intitolato “Como Architophel se apicò et morse per dolor del consiglio men grato al suo signore”. Il cartone raffigura il dolore di Achitofel per non essere stato ascoltato: 
(Lettera del 18 febbraio 1527 a Vettor Cossa)
Il disegno era intitolato i cattivi consiglieri di Assalonne. L'impresa raffigura un uomo giovane posto su di un precipizio. Ha gli occhi bendati e prosegue a tantoni non sapendo che di fronte a lui vi è un dirupo. Pone un piede in fallo e pare seguire la sorte di quello che lo ha preceduto che viene raffigurato nella parte inferiore della tavola, di cui si vedono solo le gambe. Il dirupo per Lorenzo Lotto rappresenta l'iniquo a cui l'uomo accecato non può sfuggire.